# Site de Valdeblore
 (février 2023).
Le site de Valdeblore est un site archéologique se trouvant sur la commune de Valdeblore, dans les Alpes-Maritimes, en France, qui présente des peintures rupestres vieilles d'environ 4 000 ans.

## Localisation
Le site se trouve dans le hameau de la Roche de la commune de Valdeblore, dans les Alpes-Maritimes. Il se situe à quelques kilomètres de la Vallée des Merveilles qui comprend plus de 40 000 gravures préhistoriques.

## Découverte du site
Bien que la zone géographique soit connue et fréquentée depuis longtemps, notamment par les amateurs de varappe, la découverte de ces peintures ne remonte qu'à 2022 et a été faite par Marcel et Loīc Pietri qui en sont les inventeurs. Père et fils, tous deux judoka de haut niveau, Marcel Pietri, vice-champion d’Europe en 1986. Loïc Pietri, champion du monde en 2013. Sélectionné pour les Jeux Olympiques de Rio en 2016.
L'authentification de ces peintures a été faite par Claude Salicis, le président de l’Institut de préhistoire et d'archéologie Alpes Méditerranée.

## Description
Le site compte environ 120 peintures rupestres. Claude Salicis les décrit ainsi : « Il y a notamment des anthropomorphes sexués mâles, quelques chiens, d’autres animaux et des idoliformes, c’est-à-dire des divinités ». Les couleurs utilisées sont le jaune avec un peu de rose, réalisées à partir de cargneule.
Ces peintures sont assez rares dans cette zone géographique car on ne dénombre que deux sites similaires dans tout le département.

## Datation
L'analyse des pigments utilisés a montré l'absence d'éléments modernes et la datation par le carbone 14 a donné une réalisation des peintures entre 2100 et 2000 av. J.-C., ce qui correspond au tout début de l'Âge du bronze.